# Edwin Villatoro
Edwin Villatoro (Città del Guatemala, 18 febbraio 1980) è un ex calciatore guatemalteco, di ruolo attaccante.

## Carriera

### Club
Dal 2004 al 2006 gioca nel CD Suchitpéquez, dove con i suoi 31 gol in 75 partite è uno dei migliori marcatori del campionato guatemalteco di calcio.

### Nazionale
Con la Nazionale di calcio guatemalteca ha partecipato alla CONCACAF Gold Cup 2007.